# Valparaíso (Kolumbia)
Valparaíso – miasto w Kolumbii, w departamencie Caquetá.